# Orgon
Orgon é uma comuna francesa na região administrativa da Provença-Alpes-Costa Azul, no departamento de Bocas do Ródano. Estende-se por uma área de 34,78 km². Em 2010 a comuna tinha 2 927 habitantes (densidade: 84,2 hab./km²).